# Pěnišník žlutý
Pěnišník žlutý (Rhododendron luteum) je opadavá listnatá dřevina, náležející do rodu pěnišník (Rhododendron).

## Synonyma
Podle biolib.cz je pro druh používáno více rozdílných názvů, například Azalea pontica L. nebo Rhododendron flavum G. Don, ale i :
- Azalea flava Hoffmanzegg
- Azalea pontica var. autumnalis C Koch
- Rhododendron flavum var. macranthum Bean
- Rhododendron luteum var. macranthum

## Rozšíření
Je původní v jihovýchodní Evropě a jihozápadní Asii. V Evropě se vyskytuje od jižního Polska a Rakouska na jih přes Balkán a na východ do jižního Ruska, v Asii od Malé Asie až po Kavkaz.

## Popis
Druh roste jako keř až 3 m vysoký, vzácně dorůstá výšky 4 m. Listy jsou opadavé, 5–10 cm dlouhé a 2–4 cm široké. Kvete v květnu až červnu. Květy mají 3–4 cm v průměru, jsou světle žluté a silně vonné. Vyrůstají v hroznech po 5–25. Plodem je suchá tobolka 15-25 mm dlouhá, obsahující mnoho malých semen.
Nektar květů je toxický, obsahuje grayanotoxin. Záznamy otravy lidí po požití medu jsou datovány už od 4. století před naším letopočtem v klasickém Řecku.

## Pěstování a využití
Pěnišník žlutý je široce pěstován v západní Evropě, kde se používá jako okrasná rostlina a také jako podnož pro některé kultivary pěnišníků.
Kultivary jsou kříženci R. luteum x R. viscosum x R. molle a jejich odrůd. Vhodným stanovištěm je polostín, snese i slunce. Preferuje vlhké, humózní, kyselé půdy s pouze nízkým obsahem dusíku. Množí se semeny i vegetativně. Druh je mrazuvzdorný do -34 °C.

## Ochrana
Je zákonem chráněným druhem v Polsku a je uveden v Červené knize ohrožených druhů v Bělorusku. Má i mezinárodní ochranu v rámci Směrnice o stanovištích (92/43/EHS).

## Invazní druh
Je místně druhotně rozšířen v západní a severní Evropě. V Británii druh kolonizoval mnoho vlhkých vřesovišť a rašelinišť, ale na rozdíl od jeho příbuzného pěnišníku Rhododendron ponticum netvoří obvykle dominantní porosty, takže je nižším rizikem pro ochranu původní přírody.

## Pěnišník žlutý v kultuře
Rostlina je zobrazena místo koruny nad znakem místní komunity v Boštanji. Tento motiv byl zvolen proto, že oblast je jednou z mála ve Slovinsku, kde Rhododendrom luteum roste. Znak vytvořil v roce 1998 umělec Rudi Stopar.

## Galerie

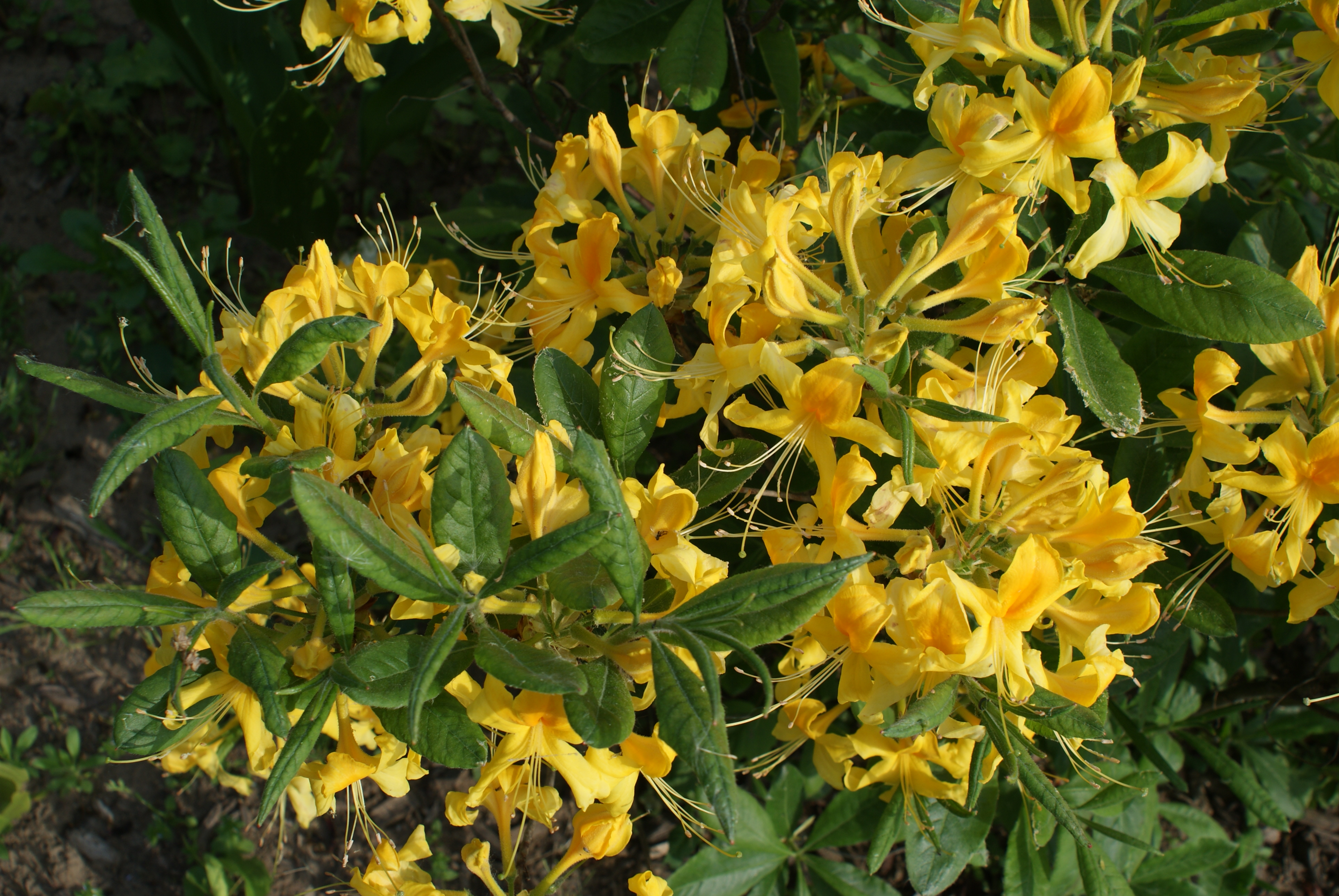
Pěnišník Rhododendron luteum v Botanické zahradě v Minsku
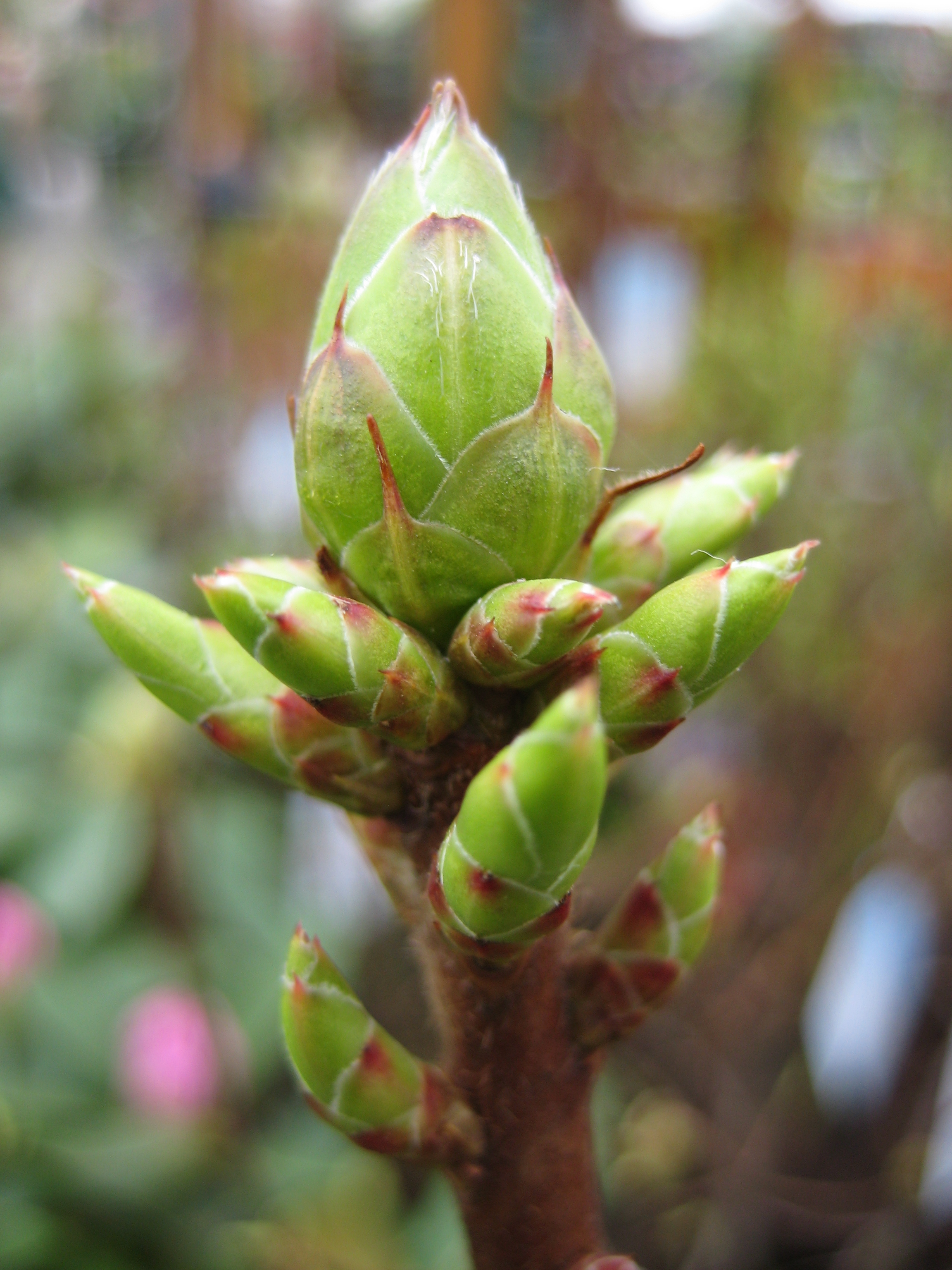
Pupeny
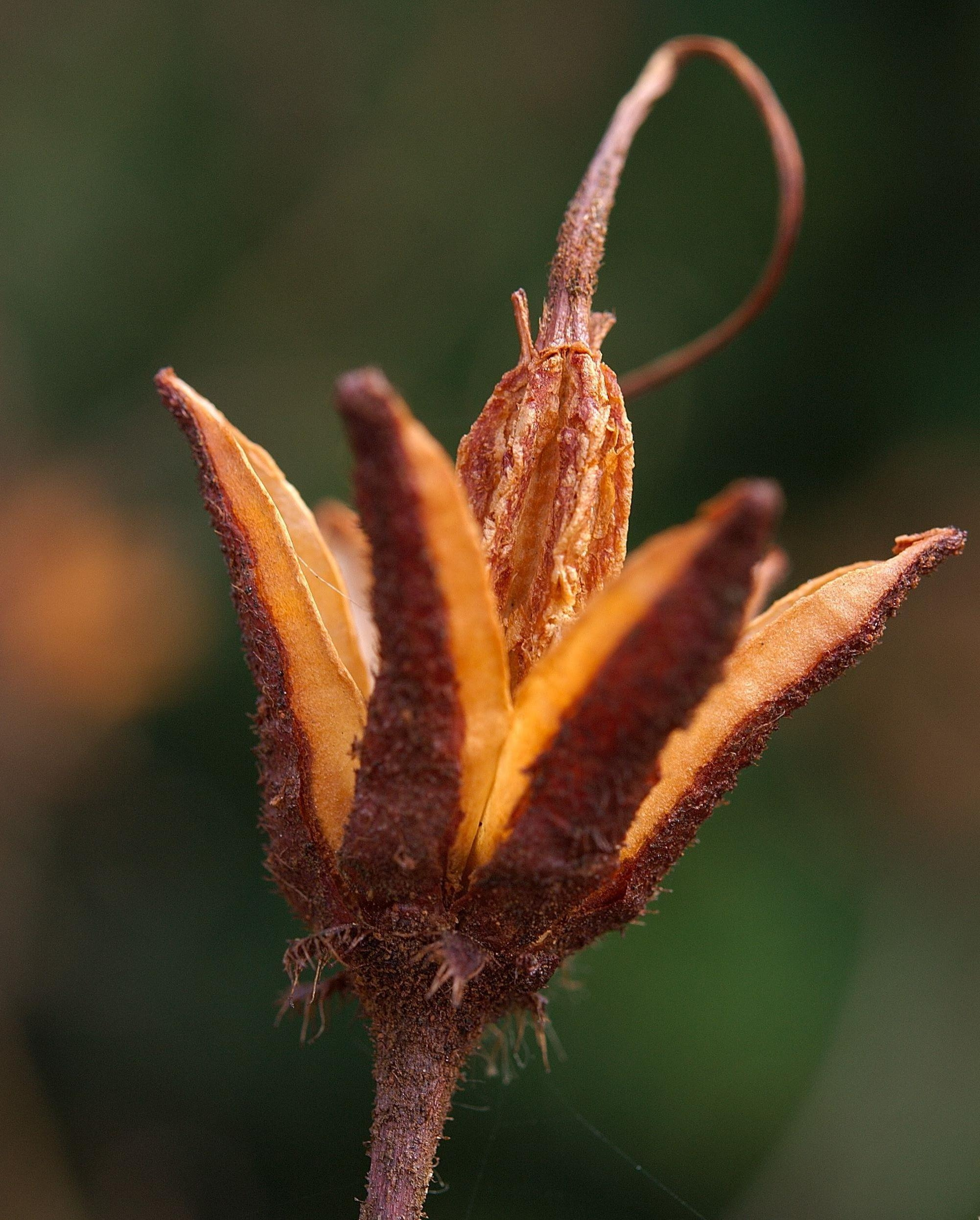
Plod
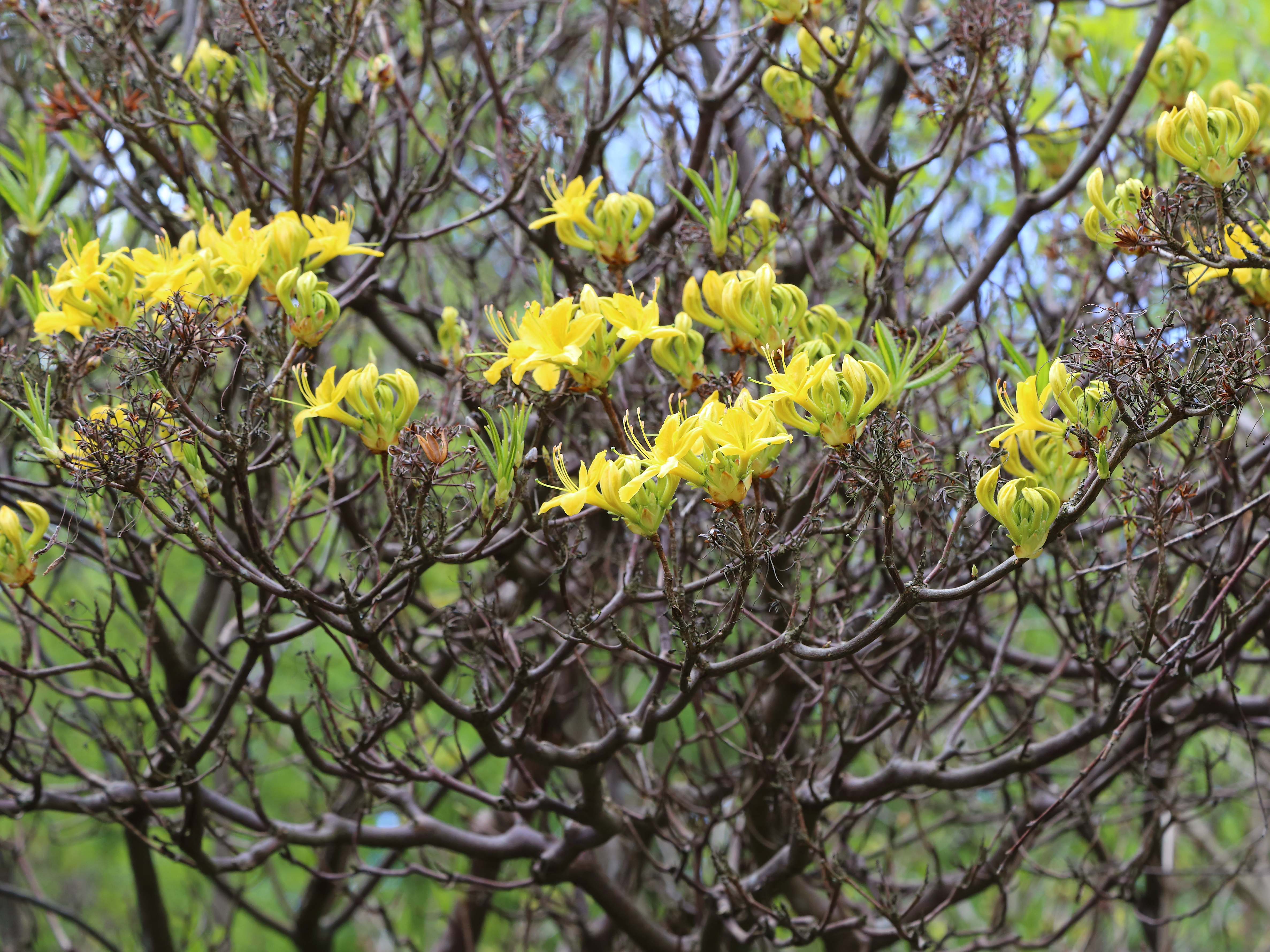
Letorosty
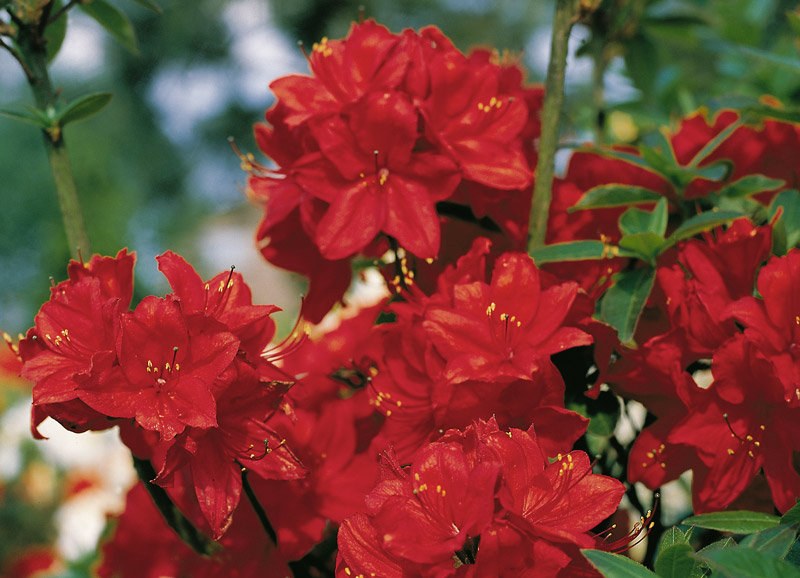
Červeně kvetoucí kultivar 'Nabucco'